# Ardistomis mannerheimi
Ardistomis mannerheimi är en skalbaggsart som beskrevs av Jules Putzeys. Ardistomis mannerheimi ingår i släktet Ardistomis och familjen jordlöpare. Inga underarter finns listade i Catalogue of Life.